# 박진영 (수학자)

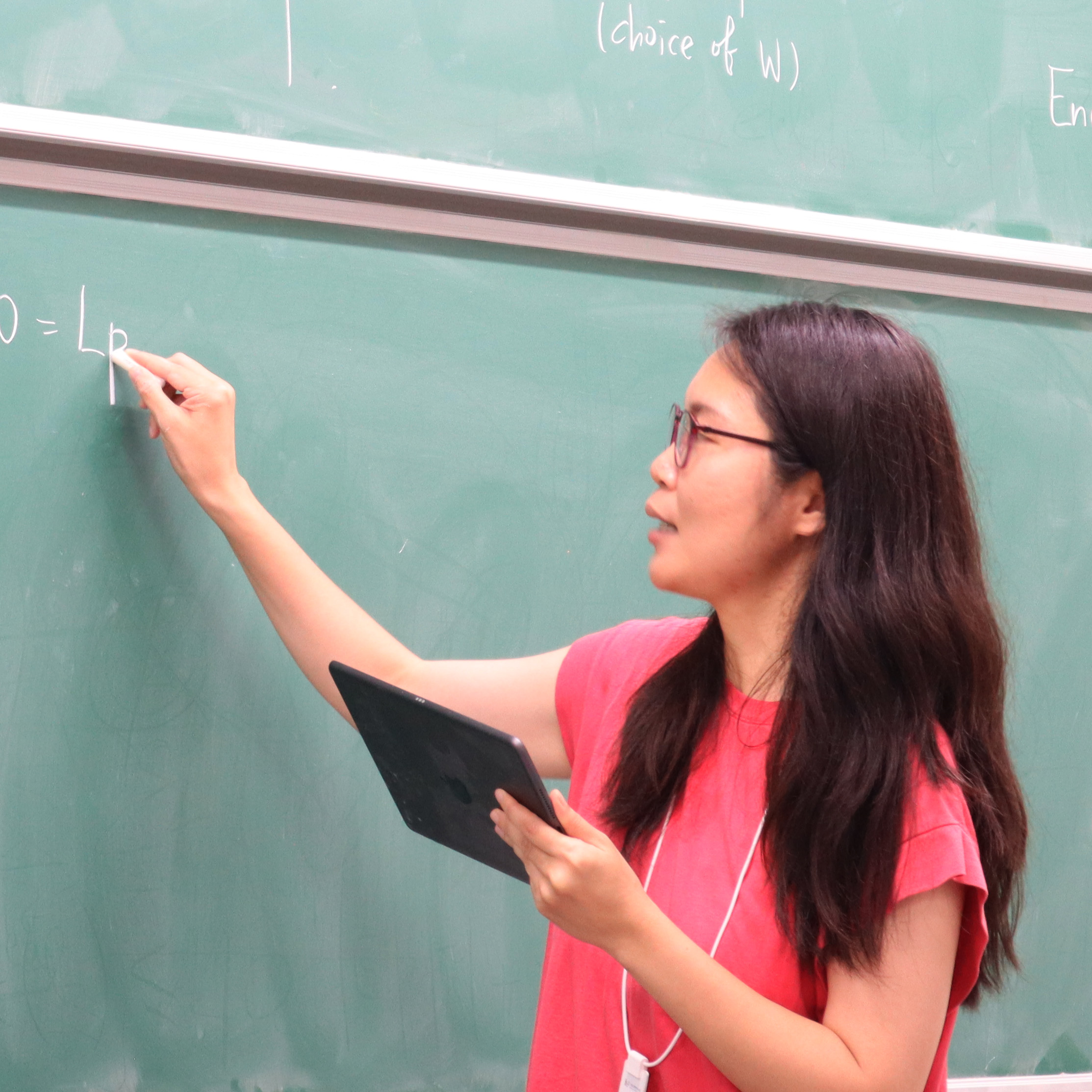

박진영은 대한민국 출신 대한민국 국적으로 미국에서 활동중인 수학자이다. 대학에 진학하지 않은 부모님에게서 태어났으나, 우수한 성적으로 서울대학교 사범대학에 진학해 교사가 되어 세종과학고등학교 등에서 영재 학생들을 가르치는 수학 선생님이 되었지만 남편과 함께 이민을 떠나게 되었다. 그 뒤 럿거스 대학교에 진학해 수학자가 되었다. 지도교수님인 제프 칸(Jeff Kahn)이 추측한 칸-칼라이 추측을 증명했다.